# Clyde Smith
Clyde Harold Smith, född 9 juni 1876 i Somerset County, Maine, död 8 april 1940 i Washington, D.C., var en amerikansk republikansk politiker. Han representerade delstaten Maines andra distrikt i USA:s representanthus från 1937 fram till sin död.
Smith arbetade som lärare och sedan som affärsman i Maine. Han var sheriff i Somerset County 1905–1909 och ledamot av delstatens senat 1923–1929. Han profilerade sig som motståndare till Ku Klux Klan.
Smith efterträdde 1937 Edward C. Moran som kongressledamot. Han avled 1940 i ämbetet och efterträddes av änkan Margaret Chase Smith. Clyde Smith gravsattes på Pine Grove Cemetery i Hartland.